# Чамланг
Чамланг (непальск. चामलाङ हिमाल) — вершина хребта Махалангур-Химал, в центральной части Гималаев, высокий пик с очень крутыми стенами в 16 км к юго-западу от Макалу (8481 м). Расположен в Непале. Является 79 по высоте вершиной мира. Чамланг I находится на юго-западной оконечности шестикилометрового гребня, вся верхняя линия которого лежит выше 7000 метров, а несколько вершин превышают 7200 м. Высшая точка северо-восточной части гребня Чамланг II (7296 м).